# Ilya Markov
Pour les articles homonymes, voir Markov.
Ilya Vladislavovich Markov (russe : Илья Владиславович Марков), né le 19 juin 1972 à Asbest, est un athlète russe spécialiste du 20 km marche.

## Principaux résultats
| Année | Compétition                  | Lieu                          | Résultat | Discipline   |
| ----- | ---------------------------- | ----------------------------- | -------- | ------------ |
| 1990  | Championnats du monde junior | Plovdiv, Bulgarie             | 1er      | 10 km marche |
| 1995  | Championnats du monde        | Göteborg, Suède               | 4e       | 20 km marche |
| 1996  | Jeux olympiques              | Atlanta, États-Unis           | 2e       | 20 km marche |
| 1997  | Coupe du monde               | Poděbrady, République tchèque | 3e       | 20 km marche |
| 1997  | Universiade                  | Catane, Italie                | 1er      | 20 km marche |
| 1998  | Championnats d'Europe        | Budapest, Hongrie             | 1er      | 20 km marche |
| 1999  | Championnats du monde        | Séville, Espagne              | 1er      | 20 km marche |
| 1999  | Coupe du monde               | Mézidon-Canon, France         | 7e       | 20 km marche |
| 2000  | Jeux olympiques              | Sydney, Australie             | 15e      | 20 km marche |
| 2001  | Championnats du monde        | Edmonton, Canada              | 2e       | 20 km marche |
| 2003  | Championnats du monde        | Paris, France                 | 8e       | 20 km marche |
| 2007  | Championnats du monde        | Osaka, Japon                  | 9e       | 20 km marche |
| 2008  | Jeux olympiques              | Pékin, Chine                  | 17e      | 20 km marche |